# ذم ديام

تعديل مصدري - تعديل

ذم ديام هي إحدى قرى عزلة القارة بمديرية رصد التابعة لمحافظة أبين، بلغ تعداد سكانها 55 نسمة حسب تعداد اليمن لعام 2004.